# Alois Delug
Alois Delug (Bozen, 25 de maio de 1859 – Viena, 17 de setembro de 1930) foi um pintor austríaco e professor na Academia de Belas Artes de Viena. Ele pode ser mais lembrado por seu suposto papel na rejeição do pedido de Adolf Hitler para ingressar na academia.

## Vida
Depois de frequentar o Gymnasium em Bozen, Delug começou a pintar, com o incentivo do pintor Heinrich Schöpfer. Ele se mudou para Innsbruck e começou a estudar história na Universidade de Innsbruck, permanecendo até 1880, quando se mudou para Viena e se matriculou na academia, estudando com o pintor Leopold Carl Müller. Em 1885, ele começou um período de três anos viajando, visitando a Inglaterra, Itália, França, Alemanha e Holanda, então se estabeleceu em Munique em 1888 e aceitou encomendas de pinturas históricas e religiosas. Em 1896, ele voltou para Viena e se tornou um membro fundador da Secessão de Viena, embora tenha renunciado em 1898. Delug se juntou à academia como professor em 1898 e se tornou o diretor da Allgemeine Malerschule (Escola Geral de Pintura). Seus alunos lá incluíam Karl Sterrer, Anton Velim, Hans Fronius, Anton Kolig, Hubert Lanzinger, Albert Stolz, Hans Popp, Oddone Tomasi (o autor do retrato de Delug acima) e Franz Gruss. Ele visitou a América em 1923-24 e se aposentou do ensino em 1928.
De acordo com Josef Greiner, Delug negou a Adolf Hitler uma vaga na academia por causa de sua habilidade inadequada para desenhar. No entanto, de acordo com Brigitte Hamann, Delug estava perenemente em desacordo com o resto do corpo docente, que não compartilhava de seus gostos modernistas e secessionistas, e em 1907-08, ele não estava em Viena após outra desavença. Portanto, a decisão de admissão recaiu em grande parte sobre o outro diretor da escola de pintura, Christian Griepenkerl. Outros historiadores também desconsideraram Greiner como uma fraude.
Ele foi enterrado no Cemitério Grinzinger em um gewidmet Grab (sepultura honrada; grupo 19, número 290). Em 1931, uma estrada em Döbling foi nomeada Delugstraße (Rua Delug) em sua homenagem. Sua pintura A Família Markl (1907) foi exibida como parte de Facing the Modern: The Portrait in Vienna 1900, uma exposição na National Gallery, Londres, de outubro de 2013 a janeiro de 2014.

## Obras selecionadas
- Os Refugiados (1886)

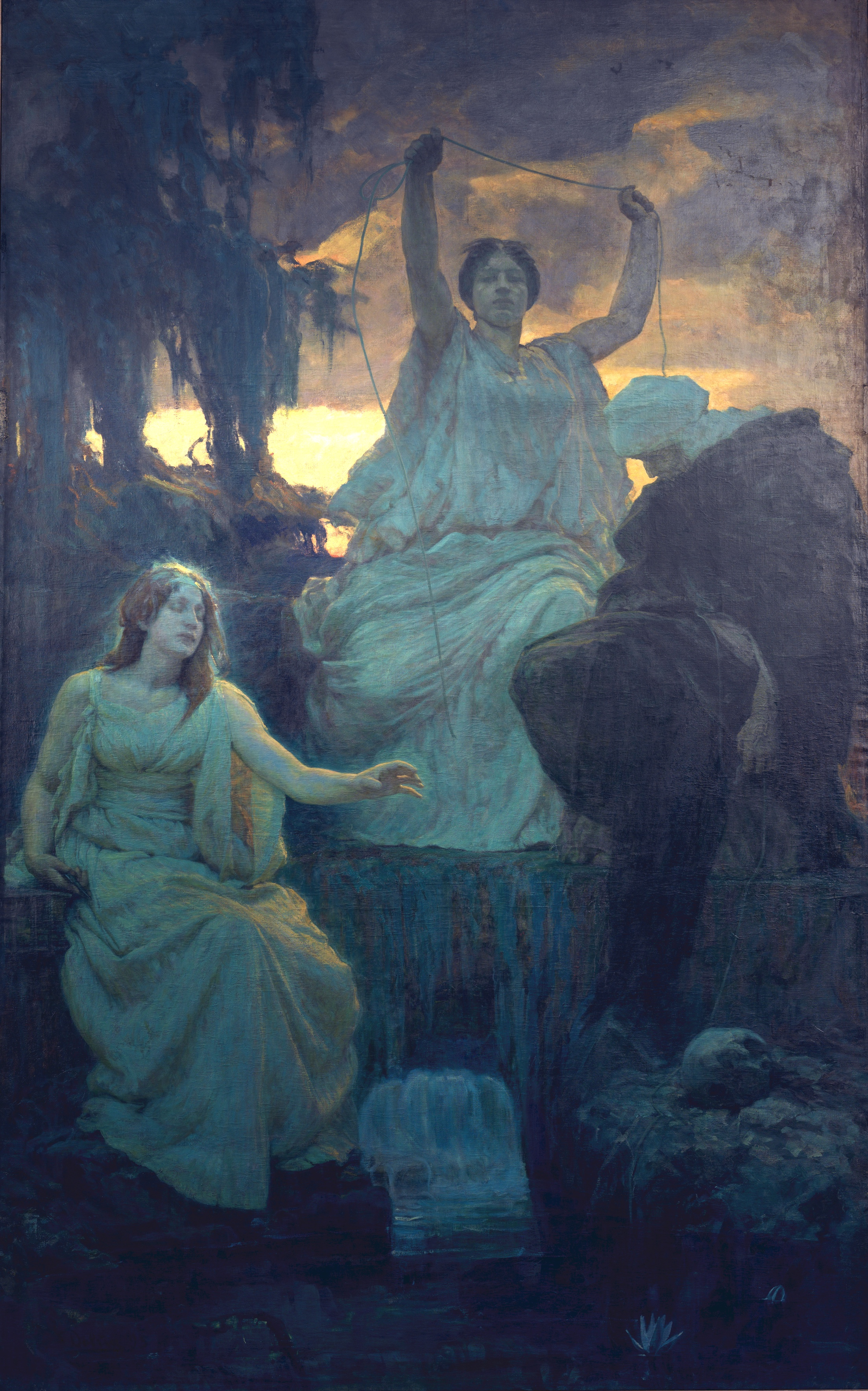
As Nornas (1894)

- As Mulheres Sagradas na Encruzilhada
- O funeral de Alarico em Busento (1890)
- As Nornas (1894)
- Imagem votiva de três peças para a capela da família Schorlemer (1898)
- Pieta para a capela do Imperador Maximiliano I em Santiago de Querétaro